# Petar Vučić
Petar Vučić (Glavice, zaseok Planici, kod Sinja 29. ožujka 1938.) hrvatski je pravnik, politolog, publicist i pjesnik.

## Životopis
Petar Vučić rodio se 29. ožujka 1938. godine u Cetinskoj krajini, u selu Glavicama (zaseoku Planici) kod Sinja. Pučku školu završio je u Glavicama, gimnaziju u Sinju, a studije u Zagrebu. Diplomirani je pravnik i doktor političkih znanosti (uže područje geopolitika). Pohađao postdiplomski studij na Filozofskom i Fakultetu političkih znanosti na Sveučilištu u Zagrebu.
Autor je brojnih stručnih i znanstvenih rasprava i članaka iz područja politologije i gospodarstva, te ustavnog, financijskog i autorskog prava. Napisao je nekoliko zapaženih knjiga: Jugoslavija izmišljena država, Politička sudbina Hrvatske - geopolitičke i geostrateške karakteristike Hrvatske, Hrvatski duh alke, Židovstvo i hrvatstvo, Fenomenologija nacije. Suautor je knjige Sustav plaćanja, tržišta, novca i kapitala i vrijednosni papiri, te autor zbirke pjesama Ukleti jahač. Godine 2007. objavljuje knjigu političko-etičkog sadržaja Govor Hrvatima o ispravnom putu.

## Djela
- Jugoslavija izmišljena država, (Azur Journal, Zagreb, 1991.)
- Politička sudbina Hrvatske - geopolitičke i geostrateške karakteristike Hrvatske, (Mladost, Zagreb, 1995.)
- Hrvatski duh alke: simbolika i filozofija hrvatske povijesti, (Zagreb, Consilium, 1998.)
- Židovstvo i hrvatstvo - prilog istraživanju hrvatsko-židovskih odnosa, (Croatia knjiga d.o.o., Zagreb, 2000.)
- Fenomenologija nacije, (Graphis, Zagreb, 2005.)
- Ukleti jahač: probrane pjesme: (1959. – 1989.), (Iros, Zagreb, 2005.)
- Govor Hrvatima o ispravnom putu, (Hrvatski književni klub, Zagreb, 2007.)
- Šteta života, DAN, 2010
- Patologija hrvatske politike, Karakterologija, 2013
- Sustav plaćanja, tržišta, novca i kapitala i vrijednosni papiri (suautor)